# Хорв
Хорв (на немски: Horw) е селище в централна Швейцария, част от окръг Люцерн-Ланд в кантона Люцерн. Населението му е около 14 243 души (31 декември 2019).
Разположено е на 441 метра надморска височина на Швейцарското плато, на западния бряг на Фирвалдщетското езеро и непосредствено на югоизток от град Люцерн. Селището се споменава за пръв път през 1251 година.

## Известни личности
Починали в Хорв
- Рафаел Кубелик (1914 – 1996), чешки диригент